# Odontophorus speciosus
Odontophorus speciosus là một loài chim trong họ Odontophoridae.